# 메르치폰루 카라 무스타파 파샤

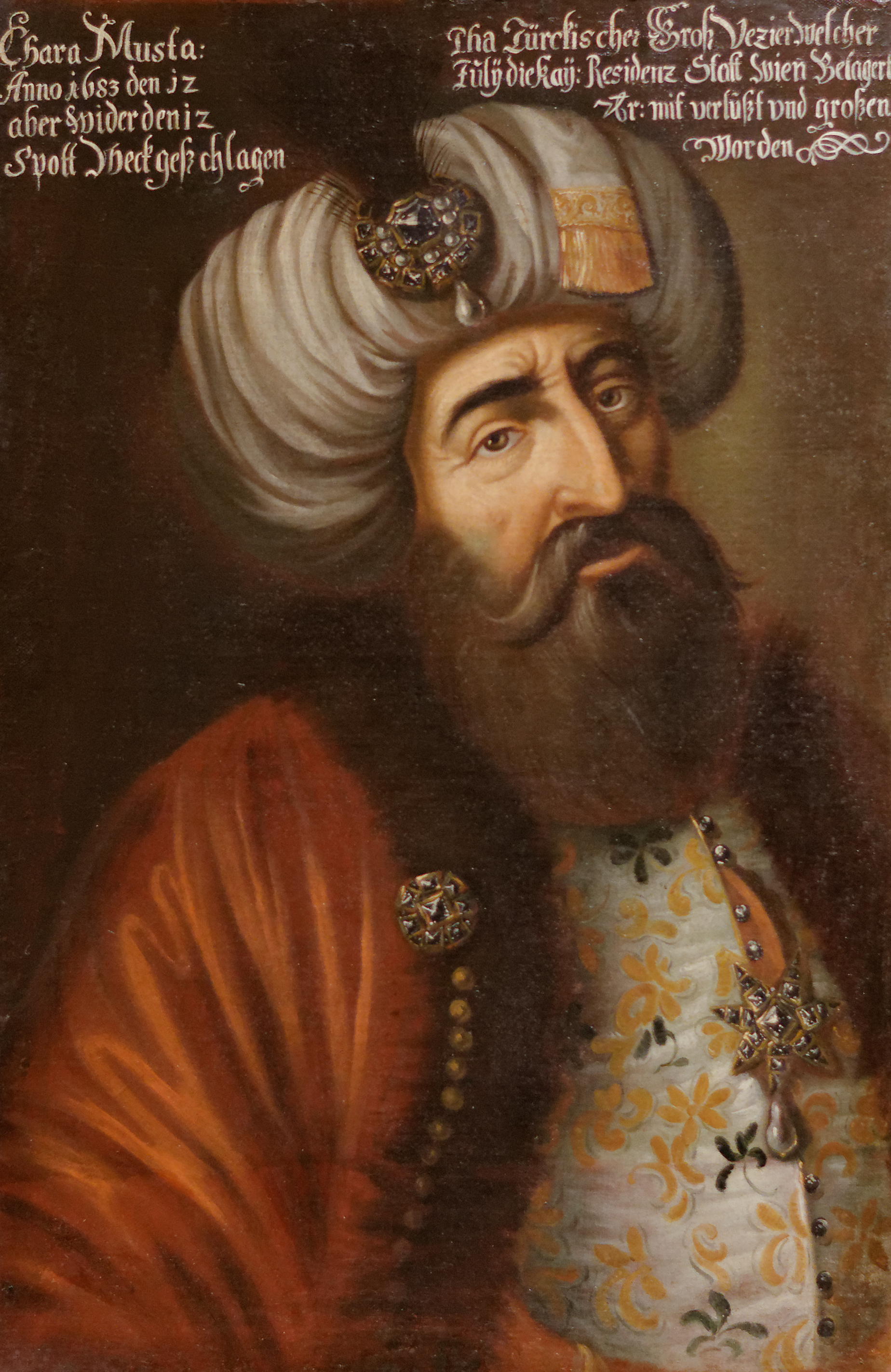
메르치폰루 카라 무스타파 파샤

메르치폰루 카라 무스타파 파샤(튀르키예어: Merzifonlu Kara Mustafa Paşa, 1634/1635년 ~ 1683년 12월 25일)는 오스만 제국의 재상이다. 메르지폰 출신으로, 빈 전투의 실패로 인해 그는 처형되었다.